# Artemisina apollinis
Artemisina apollinis är en svampdjursart som först beskrevs av Ridley och Arthur Dendy 1886.  Artemisina apollinis ingår i släktet Artemisina och familjen Microcionidae. Inga underarter finns listade i Catalogue of Life.